# Namszaknoj Jutthakonkathon
Namszaknoj Jutthakonkathon (thai nyelven นำศักดิ์น้อย ยุทธการกำธร, népszerű latin betűs átírással Namsaknoi Yudthagarngamtorn, 1979. október 13.) thai nemzetiségű thai bokszoló. Az egyik legjobb thai bokszolóknak tartják a muaj thai történelmében. A már visszavonult sportoló rendkívül népszerű volt aktív korában, híres technikai tudásáról és effektív klincselési technikájáról. Namszaknoj visszavonulása óta thaiboksz-oktatással foglalkozik, jelenleg a szingapúri Evolve MMA oktatócsapatának tagja.